# Sledgehammer Games
Sledgehammer Games es una empresa desarrolladora de videojuegos filial a Activision, con sede en California, en los Estados Unidos. Fue creada en 2009 por los veteranos Glen Schofield y Michael Condrey, que ya habían pertenecido anteriormente al equipo de Visceral Games. Sus videojuegos más importantes son Call of Duty: Modern Warfare 3, codesarrollado con Infinity Ward y que salió a la venta en 2011, y Call of Duty: Advanced Warfare, lanzado en 2014, siendo este desarrollado completamente por ellos. El estudio fue el encargado de desarrollar Call of Duty: WWII, juego ambientado en la Segunda Guerra Mundial, volviendo a las raíces de las primeras entregas, con fecha de lanzamiento de 3 de noviembre de 2017. También colaboraron con Infinity Ward en Call of Duty: Modern warfare (2019).

## Historia
Los cofundadores de Sledgehammer Games Schofield y Condrey trabajaron juntos en Electronic Arts en 2005 en 007: From Russia with Love, con Condrey como director y productor ejecutivo de Schofield. La colaboración se trasladó a Dead Space. Los dos hombres tenían habilidades complementarias y antecedentes similares: clase media con padres en el negocio de la construcción.
Después de fundar Sledgehammer Games el 21 de julio de 2009, Schofield y Condrey hicieron una propuesta a Activision: intentarían replicar su éxito con Dead Space, con un spin-off en tercera persona de la franquicia Call of Duty. Activision se sentó en la propuesta durante semanas hasta que el CEO de Activision Blizzard, Bobby Kotick, ofreció llevar el estudio al redil de Activision. Schofield y Condrey aceptaron, viendo el modelo de estudio independiente de Activision como una oportunidad para preservar la cultura creativa, la metodología de desarrollo y el personal de la compañía, al tiempo que tienen la seguridad de una alianza con el editor más grande de la industria.
Sledgehammer Games pasó seis u ocho meses trabajando en el proyecto Call of Duty en 2009, lo suficiente como para producir un prototipo con aproximadamente 15 minutos de juego. Según los informes, el juego habría extendido la franquicia al género de acción y aventura, pero una batalla legal entre Infinity Ward, el estudio detrás de la franquicia Modern Warfare y los cofundadores Jason West y Vince Zampella resultó en la partida de la pareja. Se llevaron a varios empleados de Infinity Ward con ellos a su nueva compañía, dejando a Activision con aproximadamente la mitad del personal y una fecha límite de aproximadamente 20 meses (frente a los típicos 24 meses) para completar el próximo juego de la franquicia, Call of Duty: Modern Warfare 3 Activision solicitó que Sledgehammer Games dejara de trabajar en el juego de disparos en tercera persona y colaborara con Infinity Ward.
La oferta fue una apuesta para ambas partes. Activision estaba llamando a un estudio que no había lanzado un juego por sí mismo, mientras que Sledgehammer Games estaría abandonando semanas de trabajo en el género con el que estaban más familiarizados para cumplir un horario de castigo en una franquicia de alto perfil. Infinity Ward tenía más probabilidades de recibir crédito por cualquier éxito, mientras que Sledgehammer Games era culpable de cualquier fracaso. El estudio primero encuestó a su personal y obtuvo la aprobación unánime. "Fue un riesgo masivo para el nuevo estudio de Schofield y Condrey, y uno que la mayoría fuera de la industria nunca consideró", escribió Ryan Fleming en Digital Trends. "El nombre de Infinity Ward fue el marqués de la franquicia de Modern Warfare, pero el incumplimiento del huevo de oro de Activision habría resultado en una ola que paralizó a los que se encontraban en su camino. Mirando hacia atrás en el éxito de ese juego y franquicia en su conjunto, es fácil pasar por alto la oportunidad que aprovechó el mazo ".
La colaboración con Infinity Ward marcó la primera vez que una relación de desarrollo conjunto produciría un título de Modern Warfare, con los logotipos de ambas compañías en el empaque. A pesar de las diferentes historias y metodologías de desarrollo de las compañías, GamesTM calificó el acuerdo como una relación simbiótica rara para un juego de tan alto perfil. Los dos equipos se reunieron por primera vez en la primavera de 2010 para comparar ideas. Hubo cierta superposición: ambos equipos querían establecer el juego en Europa y, recordó Schofield, lograr una "recompensa por la historia que se había contado en los últimos cuatro años".
Se anunció en febrero de 2014 que Sledgehammer Games desarrollaría un nuevo título de Call of Duty, cuyo lanzamiento está programado para fines de 2014. El 1 de mayo, Game Informer mostró una imagen de alta resolución de un soldado con un traje de exoesqueleto. También se anunció que se lanzarían más detalles, la portada, el nombre completo y un avance el 4 de mayo. Sin embargo, el avance se filtró y confirmó el lanzamiento de Call of Duty: Advanced Warfare el 4 de noviembre de 2014. 
El 21 de abril de 2017, Sledgehammer Games y Activision anunciaron su próximo juego Call of Duty, titulado Call of Duty: WWII. Fue lanzado el 3 de noviembre de 2017. 
En febrero de 2018, Glen Schofield y Michael Condrey dejaron Sledgehammer Games pero aún trabajan con Activision. 
En diciembre de 2018, Condrey dejó posteriormente Activision para comenzar una carrera en 2K Games en el Área de la Bahía con una marca de desarrollador aún por nombrar.
En 2019, mientras trabajaban en el título de Call of Duty 2020 con Raven Software, los dos equipos tuvieron ideas diferentes sobre el juego, lo que llevó al activista de Call of Duty, Activision, a degradar a los dos equipos y traer a su compañero desarrollador Treyarch para asumir el papel principal de desarrollo para el título de 2020, mientras que Sledgehammer y Raven Software asumen roles de socios para Treyarch. El título aún no se ha anunciado.
Slegdehammer abrió un nuevo estudio en Melbourne, Australia, en septiembre de 2019. 

## Operaciones y cultura.
Sledgehammer Games opera desde un estudio diseñado a medida con un espacio abierto, equipo de desarrollo de alta gama y un teatro. Schofield supervisa el esfuerzo creativo de la compañía; Condrey su operación comercial.  El equipo de desarrollo principal incluye al Director Creativo Bret Robbins, Audio Directo

## Videojuegos
| Título                         | Motor           | Fecha de salida          | Plataforma(s)                                                    | Puntuación                             | Notas                                          |
| ------------------------------ | --------------- | ------------------------ | ---------------------------------------------------------------- | -------------------------------------- | ---------------------------------------------- |
| Call of Duty: Modern Warfare 3 | MW3 engine      | 8 de noviembre de 2011   | Windows, PlayStation 3 y Xbox 360                                | 88%                                    | Codesarrollado con Infinity Ward.              |
| Call of Duty: Advanced Warfare | In-house engine | 3-4 de noviembre de 2014 | Windows, PlayStation 3, PlayStation 4, Xbox 360 y Xbox One       | 84%                                    | Primer juego que desarrollaron como líderes.   |
| Call of Duty: WWII             | In-house engine | 3 de noviembre de 2017   | Windows, PlayStation 4, Xbox One                                 | 79/100 (PS4) 80/100 (XONE) 73/100 (PC) | Vuelta de la saga a la Segunda Guerra Mundial. |
| Call of Duty: Vanguard         | In-house engine | 5 de noviembre de 2021   | Windows, PlayStation 4, PlayStation 5, Xbox One, Xbox Series X/S |                                        | Ambientado en la Segunda Guerra Mundial.       |